# Hamerton Treaty
Hamerton Treaty var ett traktat som slöts mellan Storbritannien och sultanatet Oman 1845, mellan Said bin Sultan och den brittiske ämbetsmannen Atkins Hamerton. 
Traktatets syfte var att reglera och begränsa slavhandeln på Indiska oceanen, som främst representerades av slavhandeln i Zanzibar och som ogillades av britterna, som 1807 hade förbjudit slavhandel. 
Dess föregångare, Moresby Treaty, hade 1822 förbjudit slavhandeln till Indien. 
Hamerton Treaty förbjöd handel med slavar till arabiska halvön, och begränsade slavhandeln till handel inom själva sultanatet Zanzibar.
Hamerton Treaty sågs under sin tid som en framgång, men det kvarstod enbart på papperet och tillämpades inte i praktiken. Den följdes 1867 av ett avtal som begränsade slavhandeln till enbart Zanzibar, och 1873 av Frere Treaty, som förbjöd slavhandel till Zanzibar. I praktiken fortsatte dock slavhandeln i Zanzibar till 1900-talet.